# Marathonichthys
Marathonichthys è un genere estinto di pesci teleostei appartenente all’ordine Albuliformes, vissuto durante il Cretaceo inferiore (Albiano superiore) nella regione del bacino di Eromanga, in Queensland, Australia. È conosciuto esclusivamente dalla specie tipo Marathonichthys coyleorum, descritta da Alan Bartholomai nel 2013.

## Etimologia
Il nome del genere deriva dalla località di ritrovamento, la stazione "Marathon", situata a est di Richmond, nel Queensland settentrionale. La specie tipo è dedicata alla famiglia Coyle, in riconoscimento per il loro sostegno all’attività di ricerca paleontologica dell'autore.

## Contesto geologico
Il fossile proviene dalla Formazione Toolebuc, un deposito marino del Cretaceo inferiore (Albiano superiore), facente parte del Great Artesian Basin, noto per la sua abbondanza di resti di vertebrati marini, inclusi pesci ossei e rettili marini. Il materiale è stato rinvenuto lungo il Fiume Flinders.

## Descrizione
Marathonichthys coyleorum era un pesce relativamente grande. Il neurocranio parzialmente conservato misura 16,8 cm in lunghezza, 10,5 cm di larghezza a livello delle spine autosfenotiche, 10,0 cm in corrispondenza dell’occipite e 4,4 cm in profondità, anche se il reperto mostra schiacciamenti dorsoventrali. L’orbita raggiunge una lunghezza massima di 6,3 cm. Il cranio appare molto appiattito e allargato posteriormente, con ornamentazione superficiale marcata nella parte posterodorsale. La superficie del tetto cranico è fortemente ossificata.
La regione del basicranio mostra tratti derivativi, ma anche alcune caratteristiche condivise con altri albuliformi. I parietali sono lobati, separati dorsalmente dallo sviluppo del supraoccipitale. Il canale sopraorbitale si apre anteriormente, vicino al margine frontale dell’orbita. L’area otica presenta bullae minimamente sviluppate, mentre le fosse subepiotiche e subtemporali sono poco marcate, probabilmente a causa della compressione post-deposizionale.
La fossa dilatatrice è scarsamente sviluppata, così come l’intero apparato uditivo posteriore. Il vomere è mediano e presenta una sutura mediana evidente, con un parasfenoide stretto e privo di denti. L’orbitosfenoide è espanso grazie a un setto ossificato.

## Classificazione
Marathonichthys è collocato all’interno degli Albuliformes secondo la sistematica proposta da Forey et al. (1996). Le sue caratteristiche craniche, in particolare la forma lobata dei parietali, la posizione del canale sopraorbitale e le peculiarità del basicranio, lo avvicinano ad altri generi cretacei come Euroka, Stewartichthys e Osmeroides, pur mostrando una combinazione unica di tratti primitivi e derivati.

## Stato di conservazione
L'olotipo, catalogato come QMF 53953, è conservato su una lastra frammentata e friabile di coquina scarsamente stratificata, contenente resti disarticolati di vari teleostei. Il reperto mostra evidenze di fratturazione e dislocazione delle componenti ventrali e marginali del cranio.